# Atlantic Hockey America
Atlantic Hockey America es una conferencia de hockey sobre hielo de la División I de la NCAA, el máximo nivel del hockey sobre hielo universitario de los Estados Unidos. El hockey sobre hielo es el único deporte que se practica en la conferencia. Las universidades miembros de esta conferencia compiten en otras conferencias para el resto de deportes. Es el resultado de la fusión entre Atlantic Hockey y College Hockey America realizada en 2024.

## Miembros
| Institución                                       | Localización        | Apodo          | Tipo    | Equipo masculino | Equipo femenino |
| ------------------------------------------------- | ------------------- | -------------- | ------- | ---------------- | --------------- |
| Academia de la Fuerza Aérea de los Estados Unidos | USAF Academy, CO    | Falcons        | Militar | Sí               | No              |
| American International College                    | Springfield, MA     | Yellow Jackets | Privada | Sí               | No              |
| Academia Militar de los Estados Unidos            | West Point, NY      | Black Knights  | Militar | Sí               | No              |
| Universidad Bentley                               | Waltham, MA         | Falcons        | Privada | Sí               | No              |
| Universidad Canisius                              | Búfalo, NY          | Griffins       | Privada | Sí               | No              |
| College of the Holy Cross                         | Worcester, MA       | Crusaders      | Privada | Sí               | No              |
| Universidad Mercyhurst                            | Erie, PA            | Lakers         | Privada | Sí               | Sí              |
| Universidad de Niágara                            | Lewiston, NY        | Purple Eagles  | Privada | Sí               | No              |
| Instituto de Tecnología de Rochester              | Henrietta, NY       | Tigers         | Privada | Sí               | Sí              |
| Universidad Robert Morris                         | Moon Township, PA   | Colonials      | Privada | Sí               | Sí              |
| Universidad del Sagrado Corazón                   | Fairfield, CT       | Pioneers       | Privada | Sí               | No              |
| Universidad de Siracusa                           | Syracuse, NY        | Orange         | Privada | No               | Sí              |
| Universidad de Lindenwood                         | St. Charles, MO     | Lions          | Privada | No               | Sí              |
| Universidad Estatal de Pensilvania                | University Park, PA | Nittany Lions  | Pública | No               | Sí              |

1. ↑  La Academia de la Fuerza Aérea está fuera de los límites de la ciudad de Colorado Springs con una dirección postal de "USAF Academy".
2. ↑  El equipo femenino de hockey sobre hielo de Holy Cross juega en Hockey East.
3. ↑  La dirección postal del campus es "Niagara University".
4. ↑  El campus tiene una dirección postal en Rochester.
5. ↑  El equipo femenino de hockey sobre hielo de Sacred Heart juega en la New England Women's Hockey Alliance.
6. ↑  El campus de Penn State está dividido entre State College y College Township. La dirección postal de University Park es exclusiva del campus.

## Miembros futuros
Incorporación en 2025:
| Institución             | Localización | Apodo              | Tipo    | Equipo masculino | Equipo femenino |
| ----------------------- | ------------ | ------------------ | ------- | ---------------- | --------------- |
| Universidad de Delaware | Newark, DE   | Fightin' Blue Hens | Pública | No               | Sí              |